# Ben Pasternak
Pour les articles homonymes, voir Pasternak.
Ben Pasternak, né le 6 septembre 1999, est un entrepreneur australien en technologie. 
Il est le cofondateur de SIMULATE, une société américaine de technologie en nutrition, qui a levé 57 millions de dollars d'investissement à ce jour. Auparavant, Pasternak fonde Monkey, une application de réseautage social populaire qui permettait aux adolescents de discuter par vidéo avec des personnes partageant les mêmes idées.
Pasternak est nommé comme l'un des adolescents les plus influents au monde par Time en 2016. En 2021, Pasternak figure sur la liste Forbes 30 Under 30.

## Biographie

### Enfance et éducation
Pasternak naît à Sydney, en Australie, d'Anna Pasternak et Mark Pasternak. Il a un frère cadet, Jake, et une sœur cadette, Maya. Pasternak grandit juif dans le Vaucluse, à l'est de Sydney. Il fait ses études au Moriah College et à Reddam House.

### Débuts
Pasternak développe une passion pour le développement de logiciels à l'âge de 13 ans. Il conçoit sa première application mobile lancée publiquement, Impossible Rush, alors qu'il s'ennuyait en classe de sciences à l'école. Il a montré l'idée à son ami en ligne Austin Valleskey, un ingénieur iOS de Chicago. Le jeu est ensuite téléchargé des millions de fois et culmine à la 16e place des classements américains de l'App Store (iOS), devant Tinder et Twitter à l'époque.
En janvier 2015, Facebook et Google ont tous deux proposé des opportunités de stage à Pasternak. Plusieurs mois après avoir refusé les deux opportunités, Pasternak abandonne ses études secondaires à l'âge de 15 ans et déménage à New York pour accepter une offre de financement en capital-risque pour sa première entreprise, Flogg. Ben est reconnu comme l'une des plus jeunes personnes à avoir reçu une levée de fonds en capital-risque en technologie, à l'âge de 15 ans.

### Carrière
Au début de 2018, Ben est cofondateur de SIMULATE. La mission de SIMULATE est d'accélérer la transition mondiale vers une nutrition durable. Le premier produit de SIMULATE, NUGGS, est un nugget de poulet à partir d'intrants végétaux,. En juin 2021, Bloomberg rapporte que SIMULATE a levé plus de 50 millions de dollars de financement d'investisseurs, dont le fonds de capital-risque d'Alexis Ohanian , Seven Seven Six, Chris Sacca, McCain Foods et Jay-Z à une valorisation de plus de 250 millions de dollars.

## Vie privée
Pasternak vit dans le quartier de SoHo à New York.